# بخش کلیپپان
بخش کلیپپان (به سوئدی: Klippans kommun) یک ناحیه شهری در سوئد است که در شهرستان اسکونه واقع شده‌است.